# Transoksanija
Transoksanija (latinsko Transoxania, poslovenjeno Dežela onkraj Amu Darje, Farā-rūd, (perzijsko فرارود, Onkraj reke [Amu Darje], Faro-rüd (tadžiško Фарорӯд) in Varaz-rüd (tadžiško Варазрӯд) je latinsko ime pokrajine in civilizacije v Srednji Aziji, ki se približno ujema s sedanjim vzhodnim Uzbekistanom, zahodnim Tadžikistanom, deli južnega Kazahstana,  delom Turkmenistana in južnim Kirgizistanom. Geografsko je Transoksanija obsegala ozemlje med rekama Amu Darja na jugu in Sir Darja na severu.
V perzijskem nacionalnem epu Šahname je omenjena kot Turan, v kitajskih virih pa kot Hedžong (河中地区). Arabsko ime Mā Warāʾ an-Nahr (ما وراء النهر,  "kar je onkraj reke [Džajhūn]") je prešel v perzijsko knjižno rabo in se ohranil vse do pomongolskih časov.
Transoksanija je bila kot Sogdija ena od satrapij (provinc) perzijskega  Ahemenidskega cesarstva. 

## Zgodovina

### Predislamsko obdobje
Transoksanija je v Evropi postala znana po osvajanjih Aleksandra Velikega v 4. stoletju pr. n. št. Aleksandrovi nasledniki so v Transoksaniji ustanovili Grško-baktrijsko kraljestvo z izrazito grško kulturo, ki je obstajalo več kot dvesto let. Edino najdeno in obsežno izkopano grško baktrijsko mesto na Amu Darji v sedanjem Afganistanu je Ai-Khanoum.
V Sasanidskem cesarstvu se je Transoksanija pogosto imenovala Sogdija, da so jo razlikovali od bližnje Baktrije. 
Kitajski raziskovalec Džang Čjan, ki je leta 126 pr. n. št. obiskal sosednji državi Baktrijo in Partijo in nato Transoksanijo, je napisal prvo znano kitajsko poročilo o tej regiji. Džang Čjan je Partijo opisal kot napredno urbano družbo, ki je pridelovala žito in grozdje, izdelovala usnjene izdelke in kovala srebrn denar. V Transoksaniji so pred Sasanidi vladali Selevkidi, Grško-baktrijsko kraljestvo, Partsko cesarstvo in Kušansko cesarstvo. 
V sasanidskem obdobju je regija postala veliko kulturno središče zaradi bogastva, pridobljenega s trgovanjem po svilni cesti. Sasanidsko vladavino je prekinila invazija Heftalitov ob koncu 5. stoletja. Sasanidi so se vrnili leta 565. 

### Islamsko obdobje
Številni perzijski plemiči in veleposestniki so po muslimanski osvojitvi Perzije pobegnili v Transoksanijo. V pokrajini so do arabske osvojitve med letoma 705 in 715 vladali Gokturki. Pokrajina je nato v arabskem svetu postala znana kot Mā warāʼ al-Nahr, "kar je onkraj reke", kar se je včasih prečrkovalo v "Mavarannahr". 
Večina regije je bila suha, a rodovitna ravnina. Največji mesti in kulturni središči Transoksanije sta bila Samarkand in Buhara, oba v južnem delu pokrajine.  Obe mesti sta ostali središči perzijske kulture in civilizacije tudi po islamski osvojitvi Irana in sta odigrali ključno vlogo pri oživitvi perzijske kulture po ustanovitvi Samanidskega cesarstva. 
Del regije je osvojil Kutajba bin Muslim med letoma 706 in 715. V pokrajini so do leta 738 ohlapno vladali Omajadi. Oblast je do leta 740 utrdil Nasr ibn Sajar. Oblast Omajadov je trajala do  leta 750, ko jih je nasledil Abasidski kalifat. Vzhodnemu delu regije je približno takrat do državljanske vojne, znane kot An Lušanov upor, vladala kitajska dinastija Tang. 
V zgodnjem islamskem obdobju so prebivalci Transoksanije govorili sogdijski jezik, ki spada med iranske jezike. Razdeljeni so bili v več kneževin. Arabsko osvajanje je imelo za posledico širjenje arabske elitne kulture in, bolj paradoksalno, perzijščine kot govorjenega in sčasoma pisnega jezika v regiji. Arabsko osvajanje je imelo za posledico tudi stike s kitajsko dinastijo Tang, kamor se je manjši del sasanidske vladajoče elite zatekel potem, ko so Iran osvojili Arabci. Vse to ni povzročilo večjih interakcij med obema kulturama.
Leta 1219 je med osvajanjem Horezma v Transoksanijo vdrl Džingiskan, ustanovitelj Mongolskega imperija. Džingiskan je pred svojo smrtjo leta 1227 dežele zahodne Srednje Azije dodelil svojemu drugemu sinu Čagataju in regija je postala znana kot Čagatajski kanat. Leta 1369 je dejanski vladar postal Timur iz plemena Barlas, ki je za prestolnico svojega prihodnjega imperija izbral  Samarkand. Znano je, da je bila Transoksanija sredi 14. Stoletja cvetoča regija.

## Vera
Glavna predislamska vera Transoksanije je bilo zaratustrstvo. Zlasti v mestih so bili prisotni tudi budizem, [[[Vzhodna asirska cerkev|nestorijansko]]] krščanstvo, manihejstvo in mazdakizem. Verska raznolikost je po arabski osvojitvi postopoma izginila. 
Muslimani so osvojili Transoksanijo v 7.-8. stoletju. Omajadi in Abasidi so kasneje zavzeli tudi ozemlja današnjega Uzbekistana, Tadžikistana, Kazahstana in Kirgizistana. Transoksanija je postala veliko središče islamske civilizacije.

## Vir
- Mark Dickens.  Transoxiana.